# Arrino
Arrino är en ort i Australien. Den ligger i kommunen Three Springs och delstaten Western Australia, omkring 280 kilometer norr om delstatshuvudstaden Perth. Antalet invånare är 162.
Trakten runt Arrino är nära nog obefolkad, med mindre än två invånare per kvadratkilometer.. Närmaste större samhälle är Three Springs, omkring 16 kilometer sydost om Arrino.
Trakten runt Arrino består till största delen av jordbruksmark. Genomsnittlig årsnederbörd är 383 millimeter. Den regnigaste månaden är juni, med i genomsnitt 59 mm nederbörd, och den torraste är februari, med 4 mm nederbörd.